# 技術標準規定
技術標準規定（Technical Standard Order，TSO）是指主管機關所訂定的最低性能標準，包括原料，部件，製程，和在民用客機上的應用。在台灣，交通部民用航空局援用了部分美國聯邦航空局的技術標準規定。

## 相關連結
- 美國聯邦航空局對技術標準規定定義的頁面
- 交通部民用航空局－－法令規範及手冊指引